# Joe Kuli
Ruman Joe Kuli est un homme politique papou-néo-guinéen.

## Biographie
Son père Kuk Kuli est député de la circonscription d'Anglimp / Waghi-sud au Parlement national de 1997 à 2002. D'abord homme d'affaires, Joe Kuli entre à son tour en politique en remportant cette même circonscription (dans la province de Jiwaka) pour le Parti des ressources unies aux élections législatives de 2017. Nommé adjoint au ministre du Commerce et des Industries Wera Mori dans le gouvernement de Peter O'Neill d'août 2017 à mai 2019, il est ensuite adjoint au ministre des Travaux publics Michael Nali dans le gouvernement de James Marape à partir de juillet 2022.
Réélu député aux élections de 2022, il est nommé ministre du Café dans le nouveau gouvernement de James Marape. Le ministère est créé à cette occasion ; le Premier ministre nomme un ministre de l'Agriculture, Aiye Tambua, mais crée dans le même temps trois ministères inédits dédiés respectivement au café, à l'huile de palme et à l'élevage, avec pour intention d'accroître la production commerciale et l'exportation dans ces domaines. Joe Kuli est en effet issu de la vallée de Waghi, dans les Hautes-Terres, vallée qui accueillait autrefois une importante plantation de café désormais abandonnée. La production de café en Papouasie-Nouvelle-Guinée est principalement artisanale, dans des communautés villageoises, et apporte un revenu ou un complément de revenu à environ un quart de la population du pays. L'objectif du gouvernement est d'accroître la production de café destinée à l'exportation.